# Święte Laski
Święte Laski – wieś w Polsce położona w województwie łódzkim, w powiecie skierniewickim, w gminie Maków, nad Uchanką. Wraz z sąsiednią wsią Święte Nowaki współtworzy sołectwo Święte.
W latach 1975–1998 miejscowość administracyjnie należała do województwa skierniewickiego. W latach 1977–1982 w gminie Skierniewice.
W Świętych Laskach znajduje się szkoła podstawowa (76 uczniów w roku szkolnym 2003/04), remiza OSP i świetlica wiejska.